# Jiří Stárek (dirigent)
Jiří Stárek (25. března 1923, Močovice – 25. září 2011, Praha) byl český dirigent a hudební pedagog, žák Václava Talicha a Karla Ančerla.
Po absolutoriu studia dirigování na pražské AMU se v roce 1952 stal nejprve dirigentem a posléze i šéfdirigentem Symfonického orchestru Československého rozhlasu, působil také jako umělecký vedoucí někdejšího rozhlasového komorního souboru Collegium Musicum Pragense.
V roce 1968 emigroval z Československa a působil u celé řady renomovaných orchestrů zejména v Německu. Po sametové revoluci roce 1990 se vrátil zpět do vlasti. V letech 1996 až 1997 působil ve funkci šéfdirigenta orchestru Státní opery Praha. Šlo o stálého spolupracovníka České filharmonie.
Jako hudební pedagog působil zejména jakožto profesor dirigování na Akademii hudebních umění ve Frankfurtu nad Mohanem, kde také v letech 1980 až 1991 působil ve funkci děkana.
Od roku 2005 působil ve funkci šéfdirigenta Karlovarského symfonického orchestru.